# Gesellschaft mit dem Esel

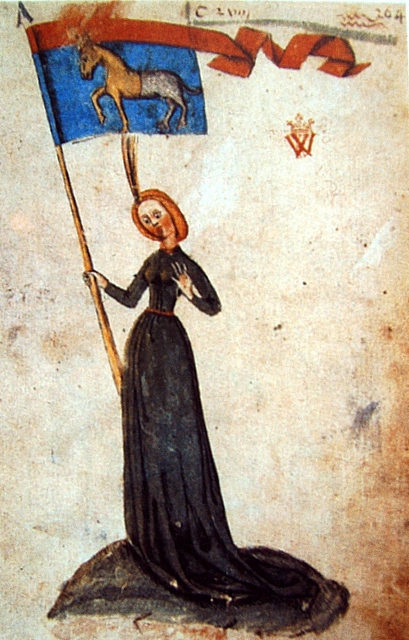
Jungfrau Maria und der Esel, die Symbole der Gesellschaft (Wappenbuch um 1450)

Die Gesellschaft mit dem Esel – auch „Der Esel“, „Zum Esel“, „Turniergesellschaft zum Esel“, „Ober-Esel“, „Nieder-Esel“ o. Ä. – war ein 1387 erstmals bezeugter, als Turniergesellschaft auftretender Ritterbund, dem bald auch Mitglieder des hohen Adels angehörten. Das Gründungsjahr ist nicht bekannt. Der Bund vereinte den überwiegenden Teil des reichsunmittelbaren Adels von der Wetterau bis in den Kraichgau. Einzelne Mitglieder der Gesellschaft bekamen in der Regierungszeit König Ruprechts (1400–1410) politische Bedeutung.

## Einungen

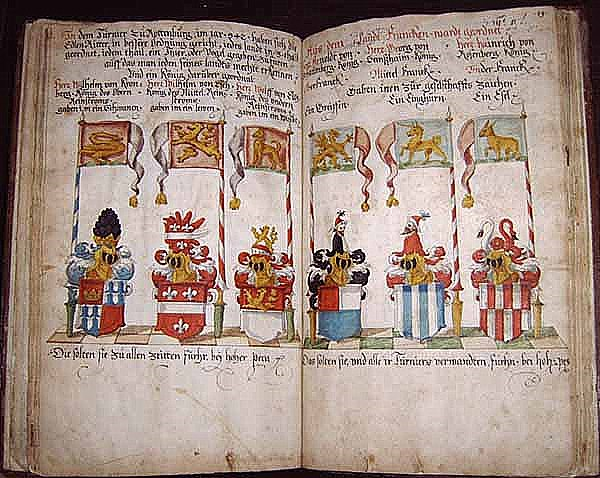
Darstellung des Esels und weitere im Turnierbuch der von Gemmingen-Hornberg

Nach dem Untergang der Staufer und mit der schwindenden Macht der Kaiser fühlten sich die Reichsministerialen durch die zunehmende Stärke der Territorialherren und Städte bedroht. Im 14. Jahrhundert begann die Verleihung von Adelsprivilegien durch Adelsbriefe (Brief = Urkunde) des Kaisers. Von diesem neugeschaffenen Briefadel wollte sich der alteingesessene ritterbürtige Adel abgrenzen. Zum Schutz von Rang und Rechten suchten die Ritter deshalb den Zusammenschluss in landschaftlich organisierten Verbänden. Eine politisch motivierte Einung war nach Artikel 15 der Goldenen Bulle verboten, eine Vereinigung auf gesellig-gesellschaftlicher Basis war hingegen erlaubt. So kam es zur Bildung von Ritter- und Turniergesellschaften, besonders in Schwaben, Franken, Bayern und am Rhein. Der überlieferte Bundesbrief der Ritter- und Turniergesellschaft „mit dem Esel“ von 1425 und das erhaltene Rechnungs- und Protokollbuch aus den Jahren 1387–1435 geben Einblick in die Organisation und Tätigkeit eines solchen Bundes.

## Die Gesellschaft

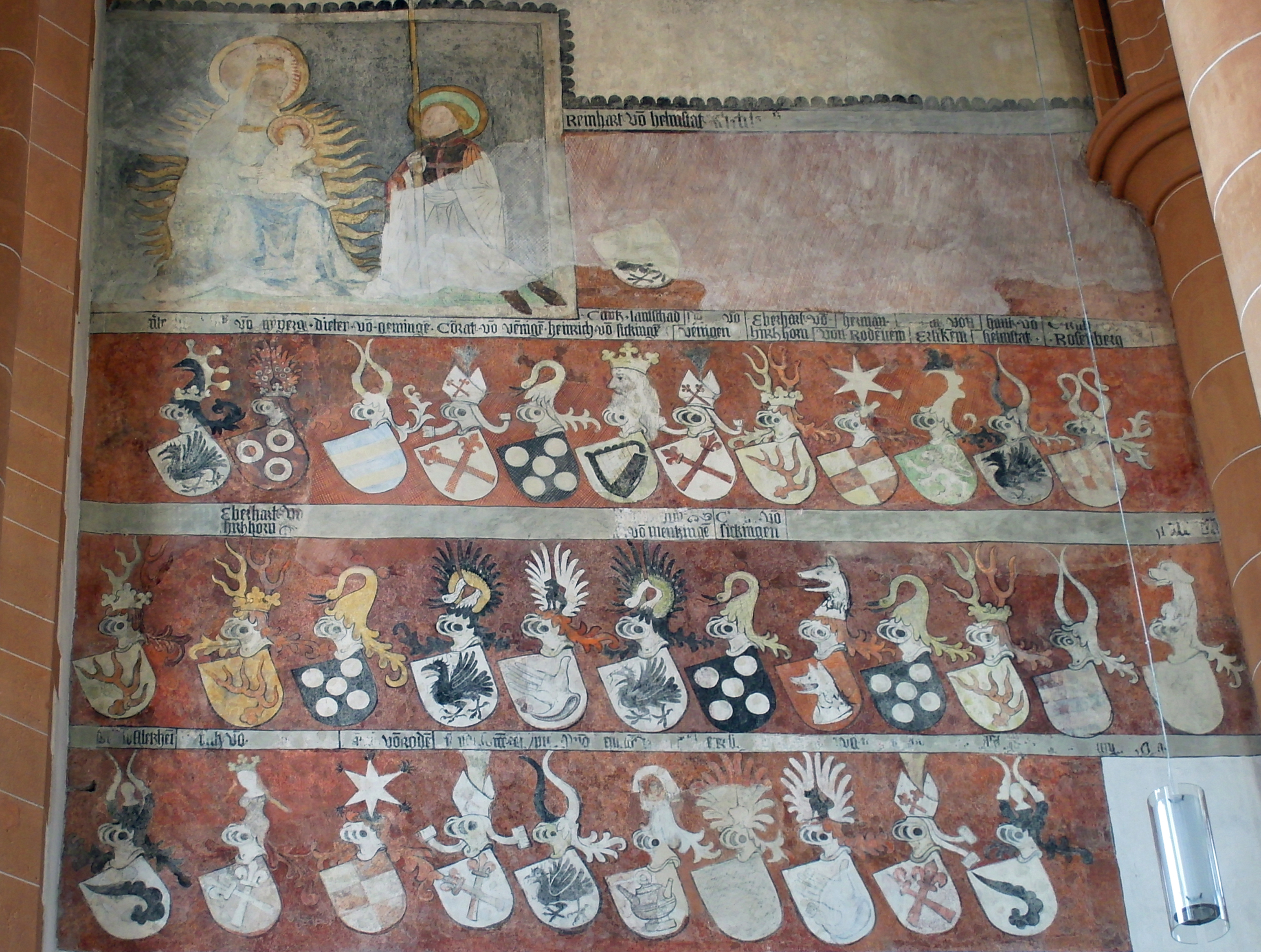
Wappenfries Zum Esel in der Heiliggeistkirche in Heidelberg zum Gedenken verstorbener Mitglieder (vor 1450)

Die älteste überlieferte Nachricht der Gesellschaft mit dem Esel stammt aus dem Jahr 1387, das Gründungsdatum ist nicht bekannt. Mit Frankfurt und Heidelberg hatte diese ritterschaftliche Einung zwei Zentren. Frankfurt war das Zentrum der Gesellen vom Nieder-Esel, die ihren Stammsitz nördlich von Frankfurt hatten, im Taunus oder in der Wetterau zwischen Lahn und Main. Die Gesellen südlich von Frankfurt – am Rhein, an der Bergstraße, im Odenwald und im Kraichgau – bildeten die Gruppe vom Ober-Esel mit Heidelberg als Zentrum. In diesen auch historisch ganz unterschiedlichen Landschaften wurde die Gesellschaft mit dem Esel von gewählten „Königen“ geführt. Der überwiegende Teil des reichsunmittelbaren Adels im Bereich der Gesellschaft gehörte der Eselsgesellschaft an. Die Ritter aus der Wetterau und dem Odenwald hatten den größten Anteil, aber auch der Adel aus dem Kraichgau war in großer Zahl beteiligt.
Gegenseitige Hilfe, Schutz der Ehre und die Beilegung von Streitigkeiten unter den Gesellen waren neben der Organisation und Durchführung von Turnieren der Hauptzweck des ritterschaftlichen Bundes. Die Pflege ritterlicher Tugenden und ritterlich-höfischer Lebensart förderte das Standesbewusstsein. Von politischen Aktivitäten erfährt man in den ersten Jahren nichts. Seit etwa 1400 treten einzelne Mitglieder bei historischen Ereignissen in Erscheinung, als Räte und Amtsleute der Fürsten oder als Schultheißen und Gesandte der Städte. Der Bund hatte also kein einheitliches politisches Auftreten. Die Regierungszeit Ruprechts von der Pfalz (deutscher König 1400–1410) war die Blütezeit der Gesellschaft mit dem Esel; 1408 wird die Zahl der Gesellen mit 110 angegeben. Unter Ruprechts einflussreichen Ratgebern finden sich viele Mitglieder des Bundes: Hermann von Rodenstein, Dieter von Handschuhsheim, Eberhard und Johann von Hirschhorn, Reinhard von Sickingen, Wipert von Helmstadt, Graf Philipp von Nassau-Saarbrücken, Henne von Werberg und andere. Reichsministeriale aus dem „Eselsbund“ begleiteten den König auf seinem Romzug. Nach dem Tod Ruprechts ging der hohe politische Einfluss der Gesellschaft verloren. König Ruprecht hatte sich auf den ihm ergebenen Adel aus dem Kraichgau und der Pfalz gestützt, während unter König Sigismund vor allem der schwäbische Adel eine Rolle spielte. 1422 erhielten die Rittergesellschaften das Privileg König Sigismunds, sich ungehindert zu vereinigen und zu verbinden. Man kann vermuten, dass der reichsunmittelbare Adel aus der Eselsgesellschaft am 1427 gegründeten allgemeinen fränkischen Ritterbund beteiligt war und an dessen Bündnis mit den schwäbischen und bayerischen Gesellschaften. Die Quellen berichten darüber nichts. Seit 1431 war es den Gesellen freigestellt, die Gesellschaft mit dem Esel zu verlassen. 1431, zum Treffen der Grafen und Ritter aus vielen Teilen Deutschlands, war als Vertreter der Wetterau der Eselsritter Frank XII. von Cronberg in Windsheim erschienen, aber kein Vertreter aus dem Odenwald und Hessen. Die unterschiedlichen Interessen der Ritter standen einem ruhigen Fortbestehen der Gesellschaft entgegen.
Mitte des 15. Jahrhunderts war die Gruppe vom Ober-Esel „entschlafen“, aber im November 1478 kam es – nachdem die loblich gesellschaft … ettlich zeit nit gehandhabt worden, sondern verlassen gewest ist – zu einer Neugründung. Die Kleidervorschriften wurden penibler und das Turnierwesen blühte noch einmal auf. Die Pflege des ritterschaftlichen Turniers hatte sich jedoch überlebt und damit auch die Zeit der Gesellschaft mit dem Esel. Am 11. Januar 1490 fand die letzte Kapitelversammlung der Gruppe vom Ober-Esel statt. Nur noch zwölf Mitglieder waren anwesend: Schenk Erasmus, Herr zu Erbach und zu Bickenbach · Erhart von Helmstatt (König der Gesellschaft) · Ott vom Hirschhorn · Hans von Sickingen · Erkinger und Hans von Rodenstein · Blickher von Gemmingen · Johann von Helmstatt · Carius und Hans von Gemmingen · Conrad von Frankenstein und Conrad von Sickingen. Nur wenige Wochen später gründete die „Ritterschaft auf dem Kraichgau“ am 1. Februar 1490 eine „Bruderschaft“ auf zehn Jahre. Die im Turnier Geselligkeit pflegende Rittergesellschaft hatte sich zu einer Vereinigung mit politischen Zielen gewandelt.

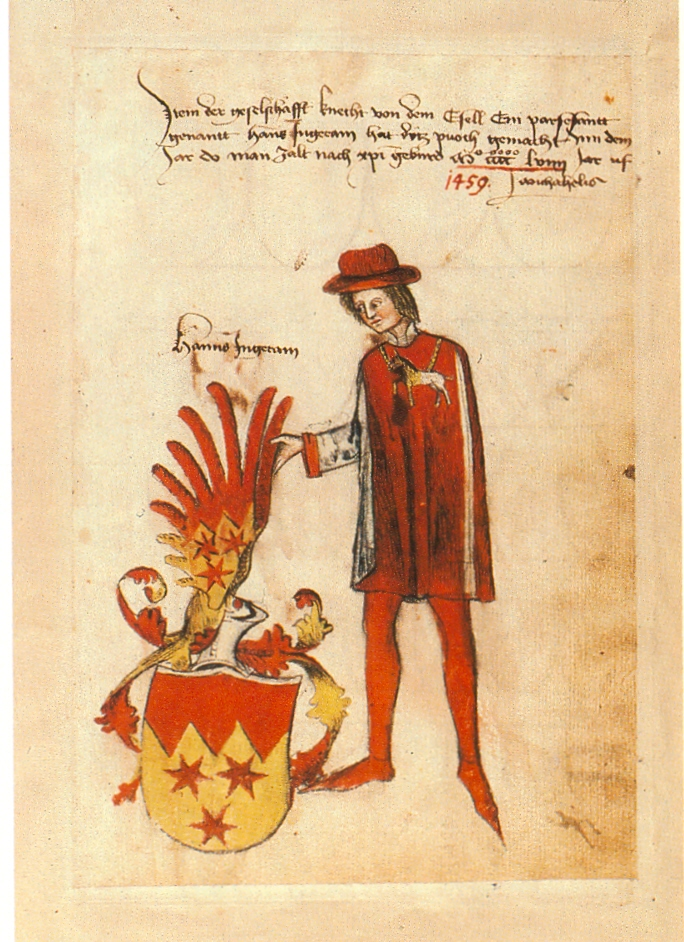
Ingeram-Codex der ehemaligen Bibliothek Cotta Item der geselschaft knecht von dem Esell Ein parsefantt/genannt Hans Ingeram hat dyz puoch gemacht Inn dem/Jar do man Zalt nach xpi(Christi) geburd Mcccclviiij(1459) Jar uf/michaelis/

### Gesellen
Als Gesellen wurden nur die aufgenommen, „welche von vier Ahnen Edelleute und Wappengenossen sind und keine unebenbürtige Ehe eingegangen haben.“ Damit wurde der Adel als Geburtsstand Voraussetzung für eine Mitgliedschaft und der Briefadel war ausgeschlossen. Alle Gesellen mussten der Aufnahme eines neuen Mitglieds zustimmen, das vor dem Eintritt in die Gesellschaft den Bundesbrief beschwor, eine Urkunde mit den Statuten. Jeder war dem Andern zu Treue, Rat und Hilfe verpflichtet, auch bei unverschuldeter Not. Die Lasten der Gesellschaft wurden nach Leistungsfähigkeit unter den Mitgliedern verteilt. Ein- oder zweimal jährlich trafen sich die Gesellen zu einem Kapitel (Zusammenkunft Gleichgestellter). Es diente der Beschlussfassung über gemeinsame Angelegenheiten, der Aufnahme neuer Mitglieder, der Wahl des „Königs“ (Hauptmanns) und der Beilegung von Streitigkeiten unter den Gesellen.
Der älteste bekannte Bundesbrief trägt das Datum vom 23. April 1414. Folgende Gesellen vom Ober-Esel haben unterschrieben und gesiegelt:
Hans von Hirschhorn der Jüngere · Wilhelm Rüde · Schenk Conrad, Herr zu Erbach der Jüngere · Hans von Renchingen · Conz von Hornbach · Albert von Venningen · Siegfried von Venningen · Reinhard von Nippenburg · Ulrich von Rosenberg · Eberhardt von Gemmingen · Eberhardt von Nyperg · Wiprecht von Helmstatt der Jüngere · Hans von Helmstadt zu Aspach · Conrad von Rosenberg der Ältere · Hans von Venningen zu Marchalburg · Reinhardt ? · Conrad von Frankenstein · Hermann von Rodenstein der Jüngere · Conrad von Hartheim · Wiprecht von Helmstatt der Jüngere · Hans von Venningen der Ältere · Eberhardt von Venningen · Hans von Helmstatt der Jüngere · Wiprecht von Helmstatt der Ältere · Götz von Berlichingen · Swicker von Sickingen der Jüngere · Reinhard von Sickingen · Hans von Sickingen · Hermann von Sickingen · Contz Landschad · Heinrich von Sickingen · Eberhard von Menzingen · Hans von Helmstatt · Eberhardt von Hirschhorn · Hermann von Rodenstein · Hans von Hirschhorn · Eberhardt von Hirschhorn der Jüngere · Hans Landschad von Steinach.
Es ist möglich, dass es sich bei diesem Bundesbrief von 1414 um die „Gründungsurkunde“ der Gruppe vom Ober-Esel handelt, obwohl aus dem Bereich der Gruppe in einem Mitgliederverzeichnis schon vor 1414 folgende Gesellen erwähnt sind: Konze von Berlichingen (1395), Albrecht VI. von Erligheim (1396), Diether IV. von Handschuhsheim (1387), Wiprecht von Helmstadt (1395), Hans V. von Hirschhorn (1395), Konrad Landschad von Steinach (1394), Hermann II. von Rodenstein (1387), Schwarz-Reinhard IV. von Sickingen (1394), Swende von Weinheim (1400). Es könnte sein, dass sich 1414 die Gesellschaft mit dem Esel in die Gruppen vom Nieder- und Ober-Esel geteilt hat.
Der überlieferte Bundesbrief der Gruppe vom Nieder-Esel mit dem Datum vom 29. August 1425 wurde von 17 neuen gesellen mit dem esel beschworen und gesiegelt:
Gilbert Wais von Fauerbach · ? · ? · ? · Reinhard von Schwalbach · Philipp ? · Hermann ? · Rudolf von Sachsenhausen · Dietrich Specht von Bubenheim · Gilbrecht Wais von Fauerbach · Heinrich Rode · Hermann von Hohenweissel · Emmerich von Carben · Wenzel von Cleen · Henne von Rödelheim · Georg Brendel von Homburg · Henne von Bellersheim.
Schon bald drang auch der hohe Adel in die Gesellschaft ein – Fürsten, Grafen, freie Herren –, der innerhalb des Bundes keinerlei Vorrang hatte. An der Gründung der Gesellschaft war der Hochadel nicht beteiligt. Das erwähnte Mitgliederverzeichnis nennt Namen: 1398, Philipp, Graf von Nassau-Saarbrücken · 1409, Simon, Graf von Sponheim · 1410, Gerhard, Graf von Sayn · 1415, Heinrich, Graf von Nidda · 1418, Dieter Isenburg (edelfreies Geschlecht) · 1428, Reinhard, Herr von Hanau, seit 1429 Reichsgraf · 1430, Philipp, Graf von Katzenelnbogen.
Auch ein Mainzer Bürger wird im Verzeichnis der 78 Adelsfamilien genannt, vermutlich ein Mitglied vom Briefadel: 1392, Heinrich Jude vom Stein.

Statut der Adelsgesellschaft Zum oberen Esel vom 2. Februar 1430

### König
Alle Gesellen waren dem jährlich gewählten „König“ zum Gehorsam verpflichtet. Der König verwaltete die Bundeskasse und vertrat die Gesellschaft in der Öffentlichkeit nach Weisung des Kapitels. Streitigkeiten der Gesellen untereinander oder mit Dritten kamen beim Kapitel vor den König. Falls dieser den Streit nicht gütlich beilegen konnte, bestimmte er zwei Schiedsrichter, die sich der Sache annahmen. Bei einfachen Verstößen gegen die Ordnung waren Geldstrafen fällig, aber auch Haftstrafen konnten die Schiedsrichter verhängen. Die Fehde war den Gesellen verboten. Rache war nicht erlaubt, sondern das ritterschaftliche Friedensgericht verlangte Sühne. Wenn der Beklagte nicht vor dem Gericht erschien oder die Sühne ablehnte und Fehdehandlungen beging, wurde er aus der Gesellschaft verstoßen. Mit dem Bemühen um Frieden zwischen den Gesellen unterstützte der Ritterbund den immer wieder erneuerten kaiserlichen Landfrieden. Heilmann von Praunheim, Gernant von Buseck, Hermann von Rodenstein, Johann von Linden, Dieter von Handschuhsheim und Gilbert Wais von Fauerbach waren nach 1387 die ersten „Könige“.

### Name, Wappen und Tracht
Namensgeber und Wappentier der Gesellschaft war der Esel, heute ein Symbol für Dummheit und Sturheit, aber auch als Denker unter den Tieren bekannt. Im Mittelalter brachte man aber den Esel mit dem Leben Jesu in Verbindung, mit dem Stall in Bethlehem, der Flucht nach Ägypten und dem Einzug in Jerusalem. Auch die Jungfrau Maria – Sinnbild der Reinheit, Frömmigkeit und Demut – erschien im Abzeichen der Gesellschaft. Die Wappen der Ritter- und Turniergesellschaften sind nach dem Vorbild der geistlichen Ritterorden entstanden. Als symbolische Figur wählten die Ritterbünde oft ein Tier.
Ein Eintrag im Rechnungs- und Protokollbuch beschreibt 1412 die einheitliche Kleidung: Die Gesellen trugen einen roten Rock, auf dessen linker Seite sich die Jungfrau und ein Esel gegenüberstanden in einer Szene mit Amboss, Zange und Hammer als Sinnbild der festgeschmiedeten Treue. Die rechte Seite schmückten ebenfalls die Jungfrau und ein Esel. Die Halstücher waren mit dem Symbol der zusammengeschmiedeten Hände zahlreich besetzt. Auf dem Rock der Ritter waren die Stickereien von Gold, auf dem der Knappen von Silber. Diese Tracht mussten die Gesellen an den Turnier- und Kapiteltagen tragen. Das Erscheinen an diesen Tagen war zwingend und ein nicht entschuldigtes Fernbleiben stand unter Strafe.

## Liste der Adelsfamilien in der Gesellschaft mit dem Esel
| - Adell - Allezheym - Herren von Angelach - Auerbach - Azcken - Herren von Balzhofen - Herren von Bellersheim - Herren von Berg - Herren von Berlichingen - Bernsauw - Herren von Bettendorff - Herren von Bickenbach - Boechenaw - Herren von Bommersheim - Herren von Bommersheim-Pfraunsheim (wohl eher Praunheim) - Herren von Breidenbach - Herren von Breitbach - Herren Brendel von Homburg - Buches - Budickheim - Büdingen (Herr zu Eisenburg) - Herren von Buseck - Herren von Carben - Herren von Cleen - Herren von Crombach - Herren von Cronberg - Herren von Dernbach - Droy - Herren von Dubitz - Echter - Herren von Einenberg - Herren von Eisenberg - Herren von Eppstein - Erkenbach - Erlin - Herren von Erpach - Herren von Ernberg - Eselfingen - Eyffenberg - Felberg - Fetzer vom Odenwald - Fetzer mit dreyen Winkelmassen - Flatten - Flechingen - Fleckenstein - Flörsheim - Forstmeister - Franckenstein - Frauenburg - Galheim - Garpach - Gassenhusen - Geindersdorff - Herren von Gemmingen - Geyn - Göler von Ravensburg - Gottenherd - Groschlag - Grecken - Greiffenclau von Volrats - Groschlag von Dieburg - Grumbach - Hanau - Handschuhsheim - Harfen - Hartheim - Hassberg - Hastlin - Hattenheim - Helmstadt | - Hengstberg - Heppenheim gen. Ganss - Hertingshausen - Hetecken - Herren von Heusenstamm - Heußenstein - Hirschberg - Herren von Hirschhorn - Hochenstam - Hohenburg - Hofwart von Kirchheim - Hohenweissel - Hofheim - Hornbach - Herren von Hornberg - Horenpeck - Horneck - Hune - Hussensted - Irle - Isenburg - Jude vom Stein - Grafen von Katzenelnbogen - Kelm - Keppler - Knebel - Koben - Kolb von Boppard - Kolb von Weinheim - Kreis von Lindenfels - Krieg von Altheim - Kronburg on Kron - Landschad von Steinach - Langeloch - Lidel - Liederbach - Liessenberg - Linden - Lindenfels - Marschall von Landeck - Massenbach - Herren von Mentzingen - Milching (von Schönstadt?) - Modersbach - Mynch von Rosendal - Nassau - Neidtperg - Newhausen - Nidda - Nidecker - Nippenburg - Ochelmen - Orgssel - Ossenheim - Pommersen - Pfraumheym - Pfrumbaum - Praunheim-Bommersheim - Praunheim-Sachsenhausen - Rackenberg - Ravensburg - Rechter - Reiffenberg - Reinberg - Remchingen - Riffenbach - Reuss - Reydenbucher - Rodenstein - Rödelheim | - Röhrenfurt - Rosenberg - Rosenberg ein Münch - Rotenhain - Rottensteiner - Rudenkeim - Rüde - Rüdenhausen - Rüdt von Collenberg - Rüdt von Bödigheim - Sachsenhausen - Sachsenheym - Saneck - Sassenhem - Sayn - Schaumberg - Schaumburg - Schelm von Bergen - Schenk zu Erpach - Schenk zu Schweinsberg - Schönberg - Schutzper - Schwalbach - Schwein - Sickingen - Herren Specht von Bubenheim - Specht von Steinach - Sponheim - Staffel - Stamhein - Stedenberg - vom Stein bei Nassau - Sternberg - Stettenberg - Stockheim - Stumpf - Sturmfeder - Swende von Weinheim - Swingenberg - Talheim - Tottenheym - Troy - Truebenbach - Urbach - Ussenheim - Velwell - Venningen - Vögte von Ursel - Wais von Fauerbach - Waldendorf - Waldeck - Waldeck von Ulmen - Waldmann - Wambolt - Weitershausen - Werberg - Westerburg - Wickenrad - Wolfskehlen - Wolmarsshausen - Wyperg - Zwingenberg - Zuwerbach |